# Huben TG
| TG ist das Kürzel für den Kanton Thurgau in der Schweiz. Es wird verwendet, um Verwechslungen mit anderen Einträgen des Namens Huben zu vermeiden. |

Huben ist ein Quartier der Gemeinde Frauenfeld des Bezirks Frauenfeld des Kantons Thurgau in der Schweiz. Das heute am südöstlichen Stadtrand von Frauenfeld gelegene Huben mit Bühl, Murkart und Neuhausen bildete von 1809 bis 1919 eine Ortsgemeinde der Munizipalgemeinde Frauenfeld. Am 1. Januar 1919 fusionierte die Ortsgemeinde Huben zur Einheitsgemeinde Frauenfeld.

## Geschichte

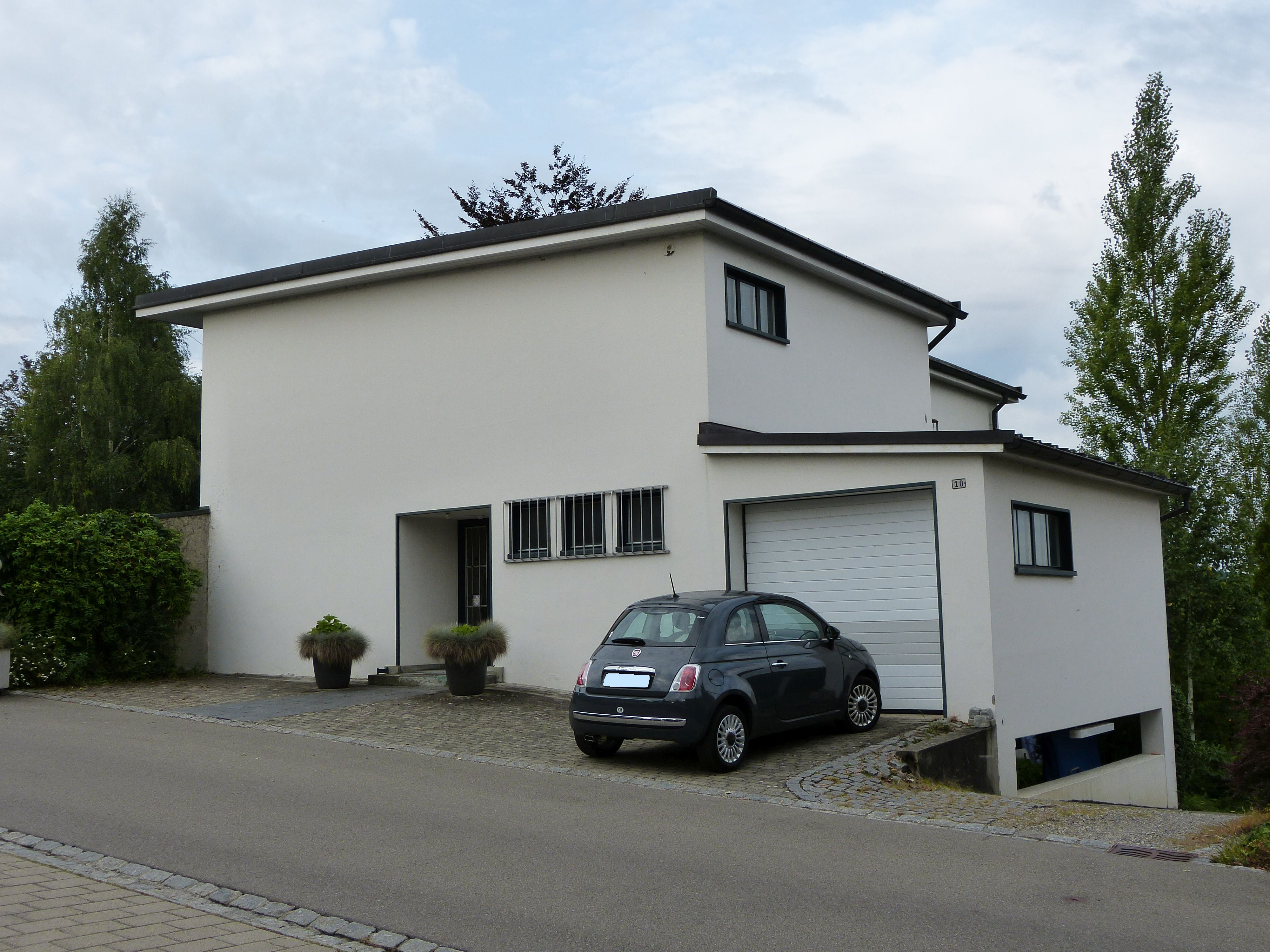
Aus der ländlichen Ortsgemeinde Huben ist ein Quartier der Stadt Frauenfeld geworden. Wohnhaus am Franzosenweg, erbaut 1932/33.

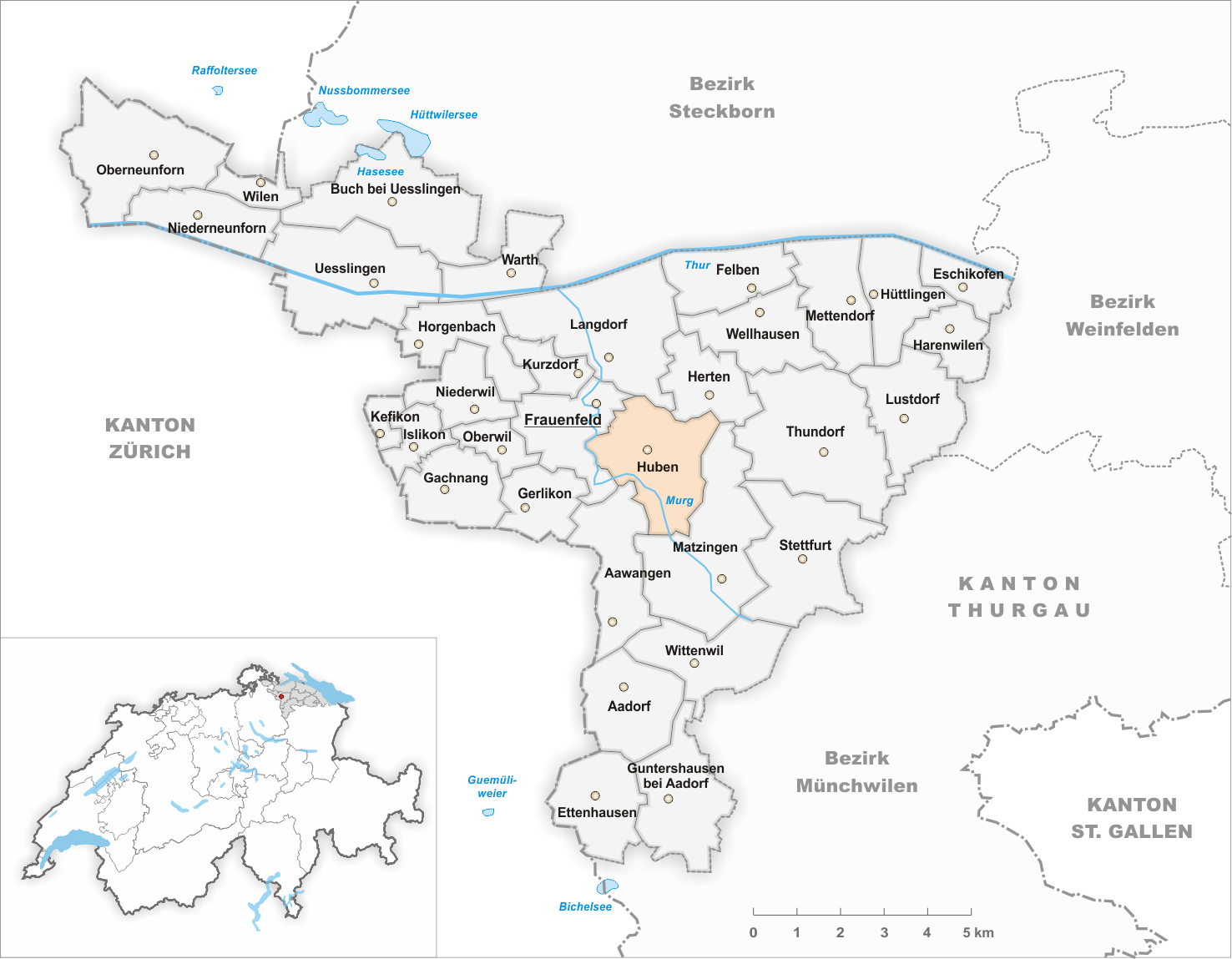
Gemeindestand vor der Fusion im Jahr 1919

Vor 1798 unterstand Huben hoch- und niedergerichtlich dem Frauenfelder Stadtgericht; auch kirchlich gehörte es stets zu Frauenfeld.
Gegen Ende des 19. Jahrhunderts löste die Vieh- und Milchwirtschaft den Acker- und Rebbau ab. Um 1900 war der stadtnahe Teil von Huben räumlich bereits mit Frauenfeld zusammengewachsen, und viele Einwohner arbeiteten in den Betrieben und Industrien der Stadt. Die Baumwollspinnerei Murkart (1878–1931) zählte 1895 136 Beschäftigte.
→ siehe auch Abschnitt Geschichte im Artikel Murkart

## Bevölkerung
| Jahr      | 1850 | 1900 | 1910 |
| Einwohner | 324  | 572  | 757  |

## Sehenswürdigkeiten
Folgende Bauten sind auf der Liste der Kulturgüter in Frauenfeld aufgeführt:
- Ehemalige Trotte Huben, dendrochronologisch datiert auf 1507/08
- Wohnhaus am Franzosenweg, erbaut 1932/33 nach Plänen von Debrunner & Blankart
- Speicher an der Thundorferstrasse
- Festhütte, erbaut 1921 nach Plänen von Brenner & Stutz